# Helen Holmes
Pour les articles homonymes, voir Holmes.
Helen Holmes est une actrice américaine née le 19 juin 1892 à Chicago, dans l'Illinois, et morte le 8 juillet 1950 à Burbank, en Californie.

## Filmographie partielle
- 1913 : Le Jazz de Mabel (That Ragtime Band), de Mack Sennett
- 1913 : On His Wedding Day, de Mack Sennett
- 1913 : La Course infernale (Barney Oldfield's Race for a Life), de Mack Sennett
- 1915 : The Hazards of Helen, ép. 26 : The Wild Engine, de J.P. McGowan
- 1924 : Stormy Seas de J. P. McGowan